# Saint-Derrien
Saint-Derrien [sɛ̃ dɛʁjɛ̃] (en breton : Sant-Derc'hen) est une commune du département du Finistère, dans la région Bretagne, en France.

## Géographie
Saint-Derrien est une commune du Léon, dans le nord du département du Finistère. Le petit fleuve côtier Flèche lui sert de limite orientale avec la commune voisine de Plougar.

### Communes limitrophes
| Lanhouarneau | Lanhouarneau, Saint-Vougay | Plougar                     |
| Plounéventer | Saint-Derrien              | Saint-Servais               |
| Plounéventer | Plounéventer               | Plounéventer, Saint-Servais |

### Hydrographie
Pour un article plus général, voir Réseau hydrographique du Finistère.
La commune est située dans le bassin Loire-Bretagne. Elle est drainée par la Flèche et divers autres petits cours d'eau,.
La Flèche, d'une longueur de 23 km, prend sa source dans la commune de Bodilis et se jette  dans la Manche en limite de Tréflez et de Goulven, après avoir traversé dix communes. 

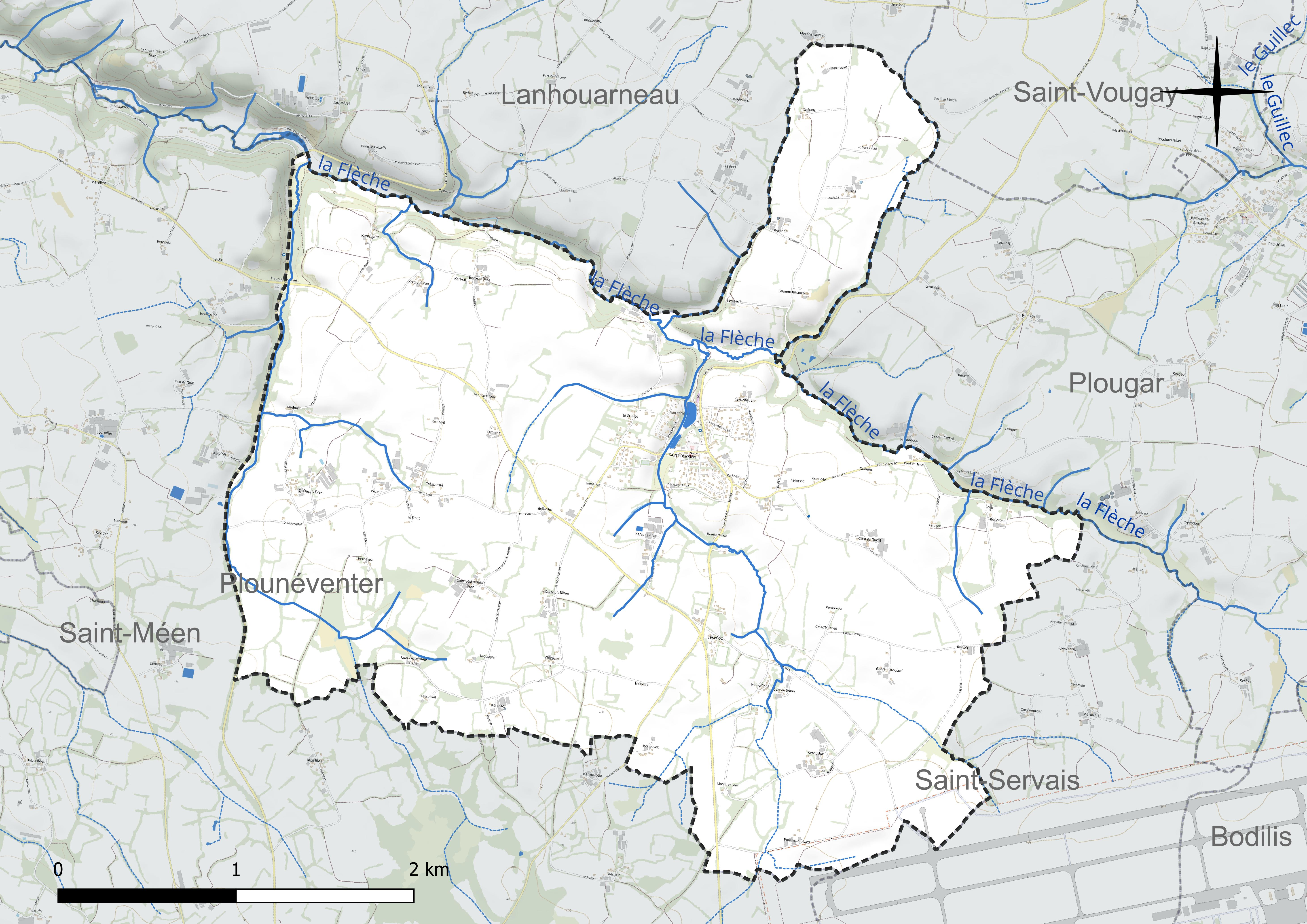
Réseau hydrographique de Saint-Derrien.

### Climat
Pour des articles plus généraux, voir Climat de la Bretagne et Climat du Finistère.
En 2010, le climat de la commune est de type climat océanique franc, selon une étude du CNRS s'appuyant sur une série de données couvrant la période 1971-2000. En 2020, Météo-France publie une typologie des climats de la France métropolitaine dans laquelle la commune est exposée à un climat océanique et est dans la région climatique  Finistère nord, caractérisée par une pluviométrie élevée, des températures douces en hiver (6 °C), fraîches en été et des vents forts. Parallèlement l'observatoire de l'environnement en Bretagne publie en 2020 un zonage climatique de la région Bretagne, s'appuyant sur des données de Météo-France de 2009. La commune est, selon ce zonage, dans la zone « Monts d'Arrée », avec des hivers froids, peu de chaleurs et de fortes pluies.  
Pour la période 1971-2000, la température annuelle moyenne est de 11,4 °C, avec  une amplitude thermique annuelle de 9,8 °C. Le cumul annuel moyen de précipitations est de 1 092 mm, avec 16,4 jours de précipitations en janvier et 8,5 jours en juillet. Pour la période 1991-2020, la température moyenne annuelle observée sur la station météorologique la plus proche, située sur la commune de Saint-Servais à 5 km à vol d'oiseau, est de 11,6 °C et le cumul annuel moyen de précipitations est de 1 160,4 mm,. Pour l'avenir, les paramètres climatiques de la commune estimés pour 2050 selon différents scénarios d'émission de gaz à effet de serre sont consultables sur un site dédié publié par Météo-France en novembre 2022.

## Urbanisme

### Typologie
Au 1er janvier 2024, Saint-Derrien est catégorisée commune rurale à habitat dispersé, selon la nouvelle grille communale de densité à 7 niveaux définie par l'Insee en 2022.
Elle est située hors unité urbaine et hors attraction des villes,.

### Occupation des sols
L'occupation des sols de la commune, telle qu'elle ressort de la base de données européenne d'occupation biophysique des sols Corine Land Cover (CLC), est marquée par l'importance des territoires agricoles (94,2 % en 2018), en diminution par rapport à 1990 (97,7 %). La répartition détaillée en 2018 est la suivante : 
terres arables (55,3 %), zones agricoles hétérogènes (38,9 %), zones urbanisées (3,5 %), zones industrielles ou commerciales et réseaux de communication (1,7 %), forêts (0,6 %). L'évolution de l'occupation des sols de la commune et de ses infrastructures peut être observée sur les différentes représentations cartographiques du territoire : la carte de Cassini (XVIIIe siècle), la carte d'état-major (1820-1866) et les cartes ou photos aériennes de l'IGN pour la période actuelle (1950 à aujourd'hui).

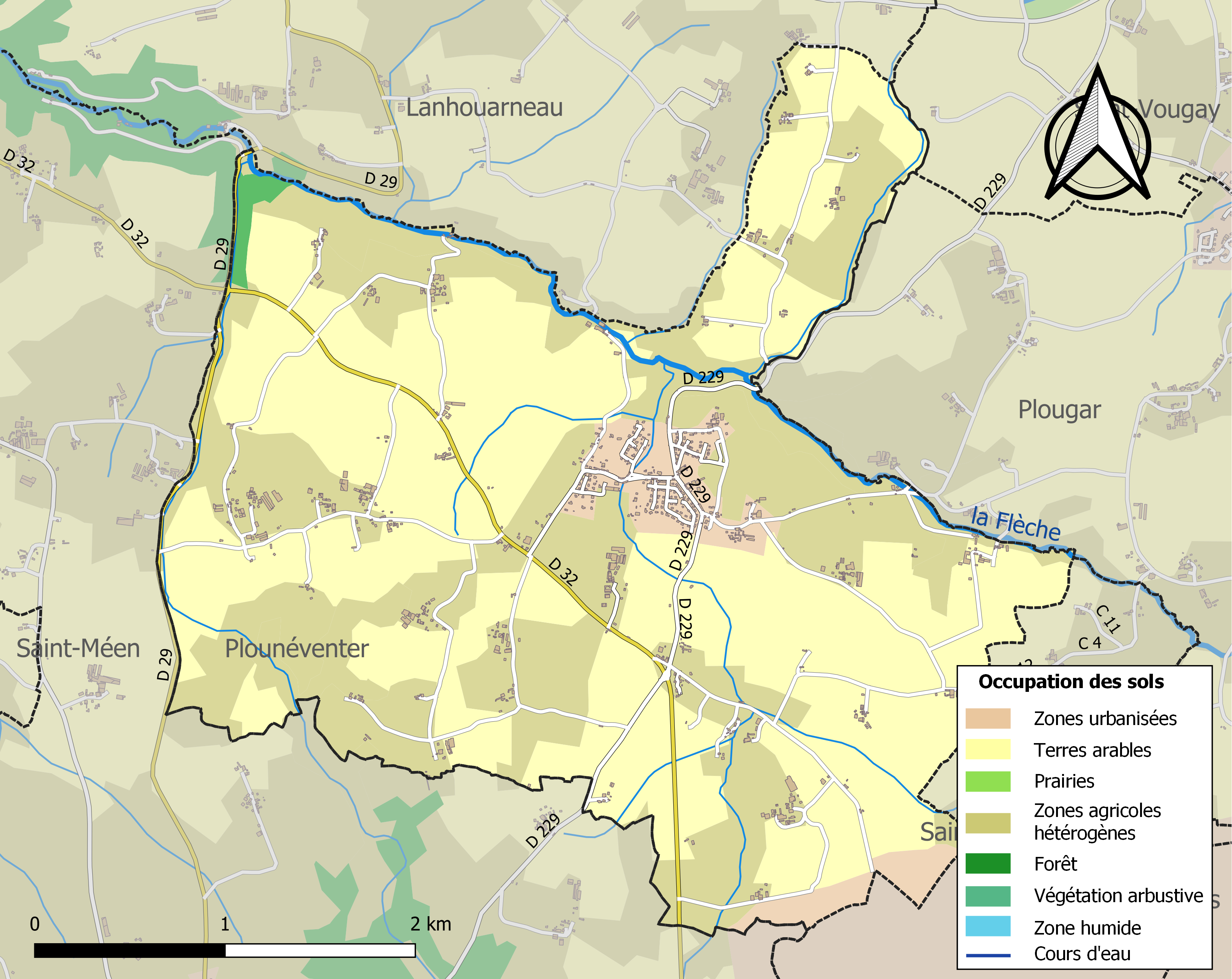
Carte des infrastructures et de l'occupation des sols de la commune en 2018 (CLC).

## Toponymie
Le nom de la localité est attesté sous les formes Sainct Derchan en 1663, Saint-Erchant en 1695.
Son nom est issu d'une chapelle, construite au XVIe siècle, dédiée à Saint-Derrien.
Sant derc'hen en breton.

## Histoire

### Moyen Âge
Selon la légende, Derrien et son compagnon Néventer évangélisent la région au Ve ou VIe siècle.
Saint-Derrien était une chapelle seigneuriale de la paroisse de Plounéventer, qui faisait partie de l'archidiaconé de Kemenet-Ily relevant du diocèse de Léon, qui fut par la suite érigée en trève de Plounéventer.

### LeXIXesiècle
Saint-Derrien est érigé en paroisse au détriment de Plounéventer en 1845 et en commune en 1884.
Fin XIXe la construction de 67 écoles de hameaux a été autorisée dans le Finistère par deux décrets :
- Le décret du 25 octobre 1881 qui a délégué une subvention pour 18 écoles de hameaux sur l'arrondissement de Quimperlé ; toutes ont été bâties.
- Le décret du 14 mars 1882 qui a délégué une subvention pour 50 écoles de hameaux sur les quatre autres arrondissements du département (Brest, Châteaulin, Morlaix, Quimper) à choisir dans les communes « dont le territoire est le plus étendu et les ressources les plus restreintes » ; 49 ont été bâties dont 1 à Plounéventer (Saint-Derrien qui faisait encore partie de la commune de Plounéventer)[18].

### LeXXesiècle

#### La Belle Époque

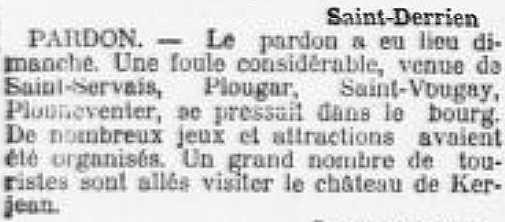
Le pardon de Saint-Derrien en juin 1906.

Répondant en 1904 à une enquête de l'inspection académique, Lavergne, instituteur à Saint-Derrien, écrit : « Peu de personnes, vieux ou jeunes, sont à même de bien comprendre le français» ; il ajoute : « Le texte français du catéchisme pourrait être appris par un assez grand nombre d'enfants, mais resterait incompris de la majorité » d'entre eux.

#### La Première Guerre mondiale

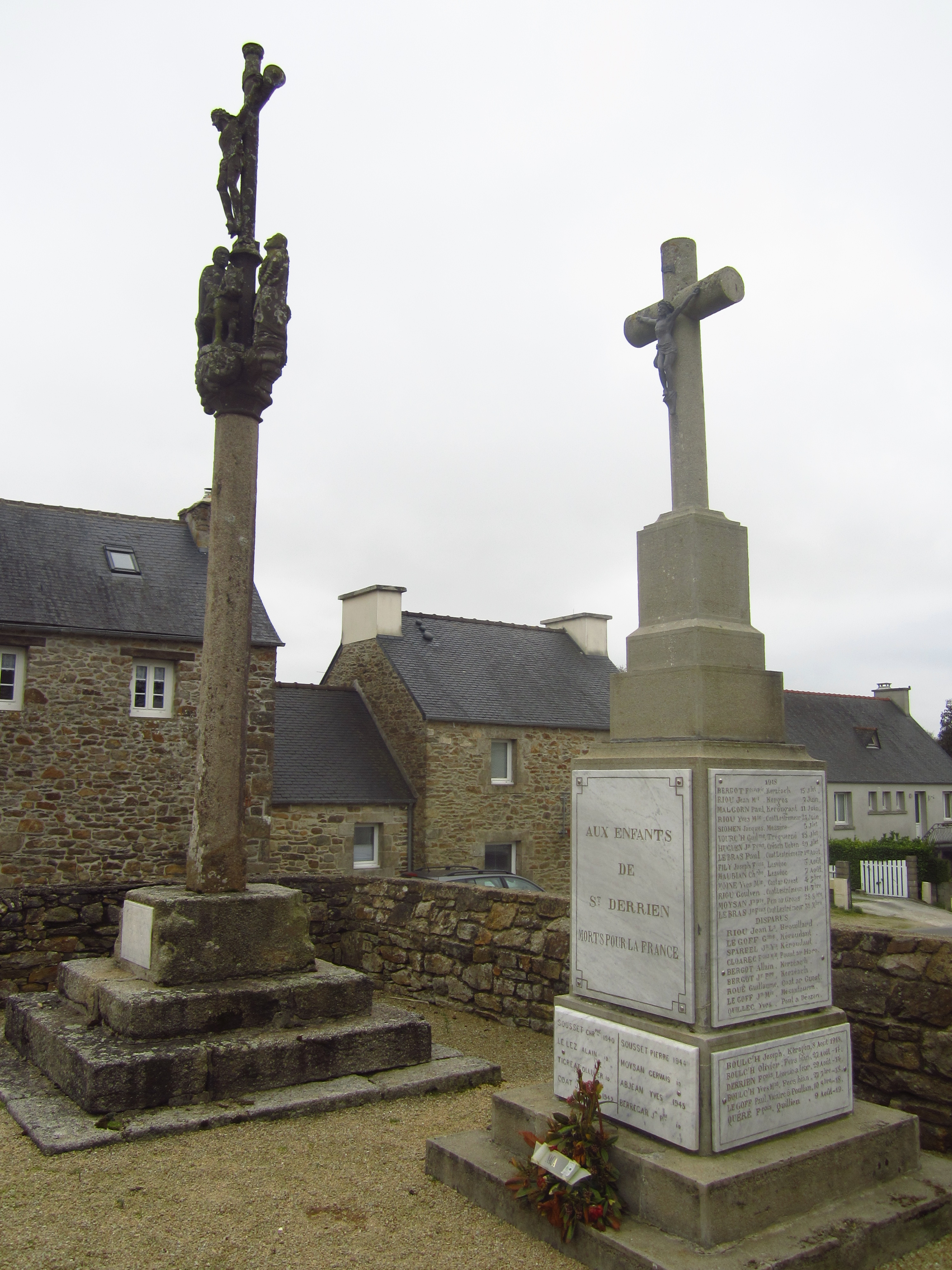
Le monument aux morts de Saint-Derrien et le calvaire situés près de l'église paroissiale Saint-Derrien.

Le monument aux morts de Saint-Derrien porte les noms de 51 soldats et marins morts pour la France pendant la Première Guerre mondiale : parmi eux, deux sont des marins morts en mer (Félix Cann, quartier-maître canonnier à bord du croiseur cuirassé Amiral Charner, mort lors de son naufrage le 8 février 1916, et Jean Le Bras, matelot canonnier, à bord du contre-torpilleur Enseigne Henry, tué par l'explosion d'une bombe flottante le 31 décembre 1918, donc après l'armistice) ; 4 sont morts sur le front belge dès 1914 dont trois dans les combats de Maissin (Alain Bergot et Jean Bergot, tous les deux le 22 août 1914 et un (Joseph Cornec le 19 septembre 1914) et un (François Derrien le 22 août 1914 aussi à Ham-sur-Sambre) ; deux sont morts dans les Balkans dans le cadre de l'expédition de Salonique (Jean Moign en Grèce en 1916 et Jean Moysan en Serbie en 1918) ; un est mort en captivité en Allemagne (Guillaume Vourch) ; Joseph Fily, légionnaire, est mort de maladie au Maroc en 1918 ; la plupart des autres sont décédés sur le sol français (parmi eux, Christophe Maubhian, soldat au 155e régiment d'infanterie, tué à l'ennemi le 17 août 1918 à Conchy-les-Pots (Oise), a été décoré à titre posthume de la Médaille militaire et de la Croix de guerre et Goulven Riou, caporal au 154e régiment d'infanterie, est mort des suites de ses blessures le 11 septembre 1918 à l'hôpital auxiliaire no 103 à Paris et a été décoré de la Médaille militaire. Benoit UGUEN mort le 7 janvier 1917 des suites d'une maladie contractée en février 1916 à la suite du sauvetage de 18 des 20 marins du vapeur HASBY (GENEAWIKI Saint-Derrien année 1917).

#### La Seconde Guerre mondiale
Le monument aux morts de Saint-Derrien porte les noms de 5 personnes mortes pour la France pendant la Seconde Guerre mondiale : parmi elles 2 sont des marins morts en mer (Alain Le Lez, quartier-maître chauffeur à bord du cuirassé Bretagne, mort lors du naufrage de son bateau le 3 juillet 1940 lors de l'Attaque de Mers el-Kébir, et Christophe Sousset, matelot mécanicien à bord du contre-torpilleur Bison, mort lors du naufrage de son bateau le 3 mai 1940 au large des côtes de Norvège).

#### La Guerre d'Indochine
Trois soldats originaires de Saint-Derrien sont morts pour la France pendant la Guerre d'Indochine : Jean Berregar, Gervais Moysan et François Tigréat.

## Politique et administration

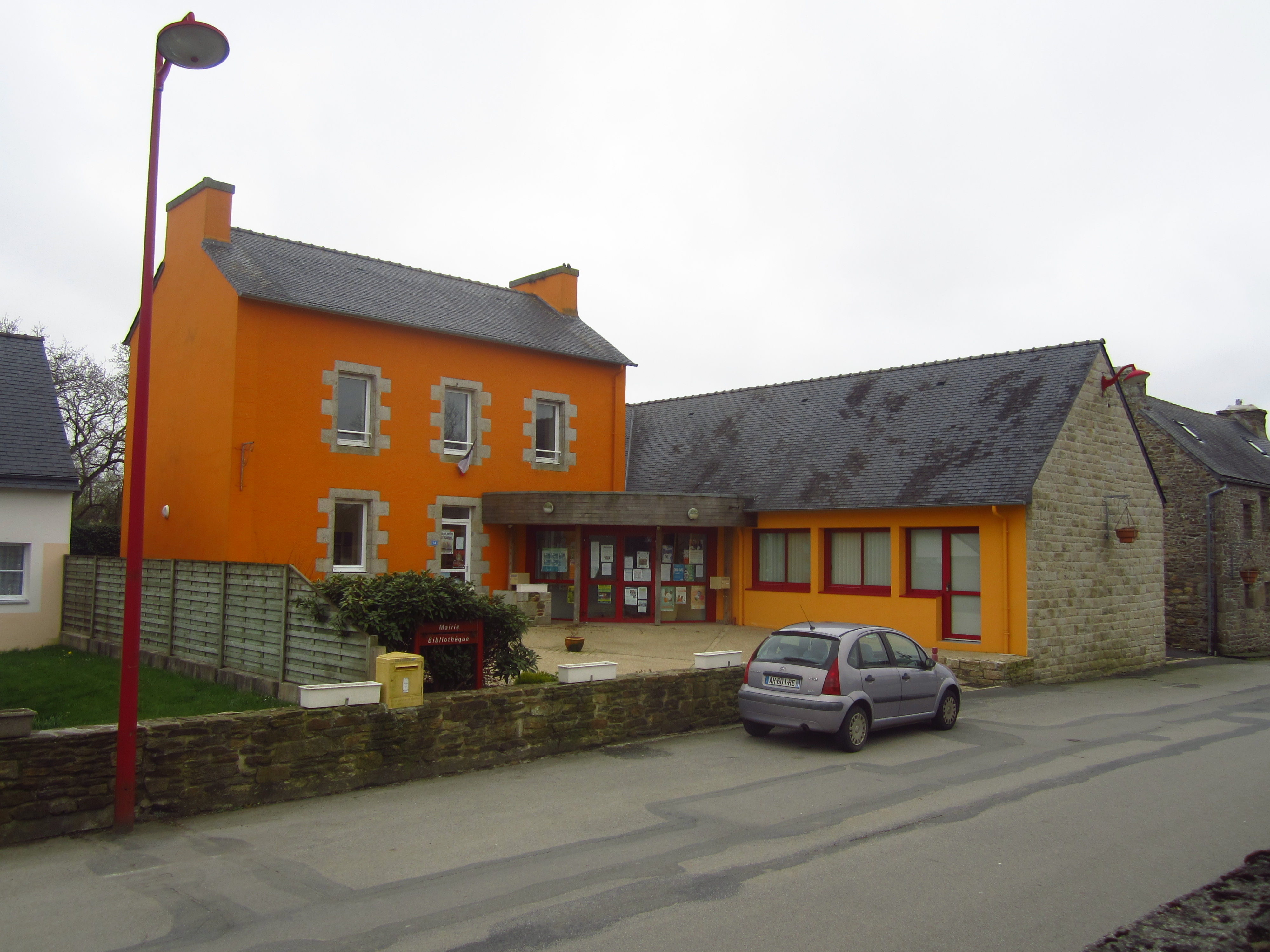
Mairie

### Liste des maires
| Période                                  | Période  | Identité         | Étiquette | Qualité     |
| ---------------------------------------- | -------- | ---------------- | --------- | ----------- |
| 1959                                     | 1983     | Alain Lein       |           |             |
| 1983                                     | 1995     | Joseph Pot       |           |             |
| 1995                                     | 2001     | François Le Bras |           |             |
| 2001                                     | 2008     | Gérard Philippe  |           |             |
| 2008                                     | 2014     | Geneviève Riou   |           |             |
| 2014                                     | En cours | M. Dominique Pot | DVD       | Agriculteur |
| Les données manquantes sont à compléter. |          |                  |           |             |

## Démographie
L'indépendance communale ne datant que de 1884, pour les chiffres des recensements antérieurs, il faut se reporter à Plounéventer.
Commentaire : La population de Saint-Derrien est en 2009 inférieure de 268 habitants à son niveau de 1881, juste avant l'indépendance communale ; de 1881 à 1990, la population a baissé spectaculairement et de manière continue, la commune perdant 480 habitants soit - 47,5 % en 109 ans, en raison d'un important exode rural. Depuis 1990 toutefois, une reprise démographique se produit, la commune ayant regagné 212 habitants (+ 39,9 % en 19 ans). Alors que la commune a connu un solde migratoire négatif jusqu'en 1990, il est positif depuis (+ 1,0 % l'an entre 1999 et 2008) ; le solde naturel est lui aussi désormais positif, depuis 1999, alors qu'il était négatif antérieurement. Entre 2000 et 2009, a commune a enregistré 146 naissances pour seulement 48 décès. Un net rajeunissement de la population s'est produit : en 2008, les 0 à 19 ans représentaient 27,4 % de la population totale, les 65 ans et plus 15,1 % seulement.
Ce regain démographique s'explique par la périurbanisation qui a atteint récemment la commune : alors que 69 logements neufs seulement avaient été construits en 31 ans entre 1968 et 1999, soit en moyenne guère plus de 2 par an, il s'en est construit  67 en 9 ans entre 1999 et 2008, soit environ 7,5 par an en moyenne. Il s'agit presque uniquement de pavillons (98,4 % de maisons individuelles en 2008) et de résidences principales (88,6 % du total des logements en 2008), la commune comptabilisant toutefois 10 résidences secondaires à cette date.
| 1881  | 1886 | 1891 | 1896 | 1901 | 1906 | 1911 | 1921 | 1926 |
| ----- | ---- | ---- | ---- | ---- | ---- | ---- | ---- | ---- |
| 1 011 | 944  | 877  | 945  | 889  | 913  | 950  | 958  | 903  |

| 1931 | 1936 | 1946 | 1954 | 1962 | 1968 | 1975 | 1982 | 1990 |
| ---- | ---- | ---- | ---- | ---- | ---- | ---- | ---- | ---- |
| 901  | 892  | 815  | 759  | 688  | 634  | 594  | 582  | 531  |

| 1999 | 2006 | 2011 | 2016 | 2021 | 2022 | - | - | - |
| ---- | ---- | ---- | ---- | ---- | ---- | - | - | - |
| 567  | 682  | 797  | 808  | 838  | 846  | - | - | - |

## Lieux et monuments
- Église Saint-Derrien (XVIe siècle). De l'ancienne chapelle, reconstruite et agrandie en 1853, seul le clocher-mur du XVIe siècle a été conservé.
- Le moulin de Lansolot date de 1646 ; il a été surélevé et équipé de turbines dans la décennie 1940 et a réussi à survivre grâce à sa spécialisation, ce moulin en activité faisant de la farine de blé noir pour le kig-ha-farz et les galettes.
- Fontaine Saint-Derrien
- Plan d'eau de Saint-Derrien.
- Plage, aire de loisirs, circuit pédestre à proximité.

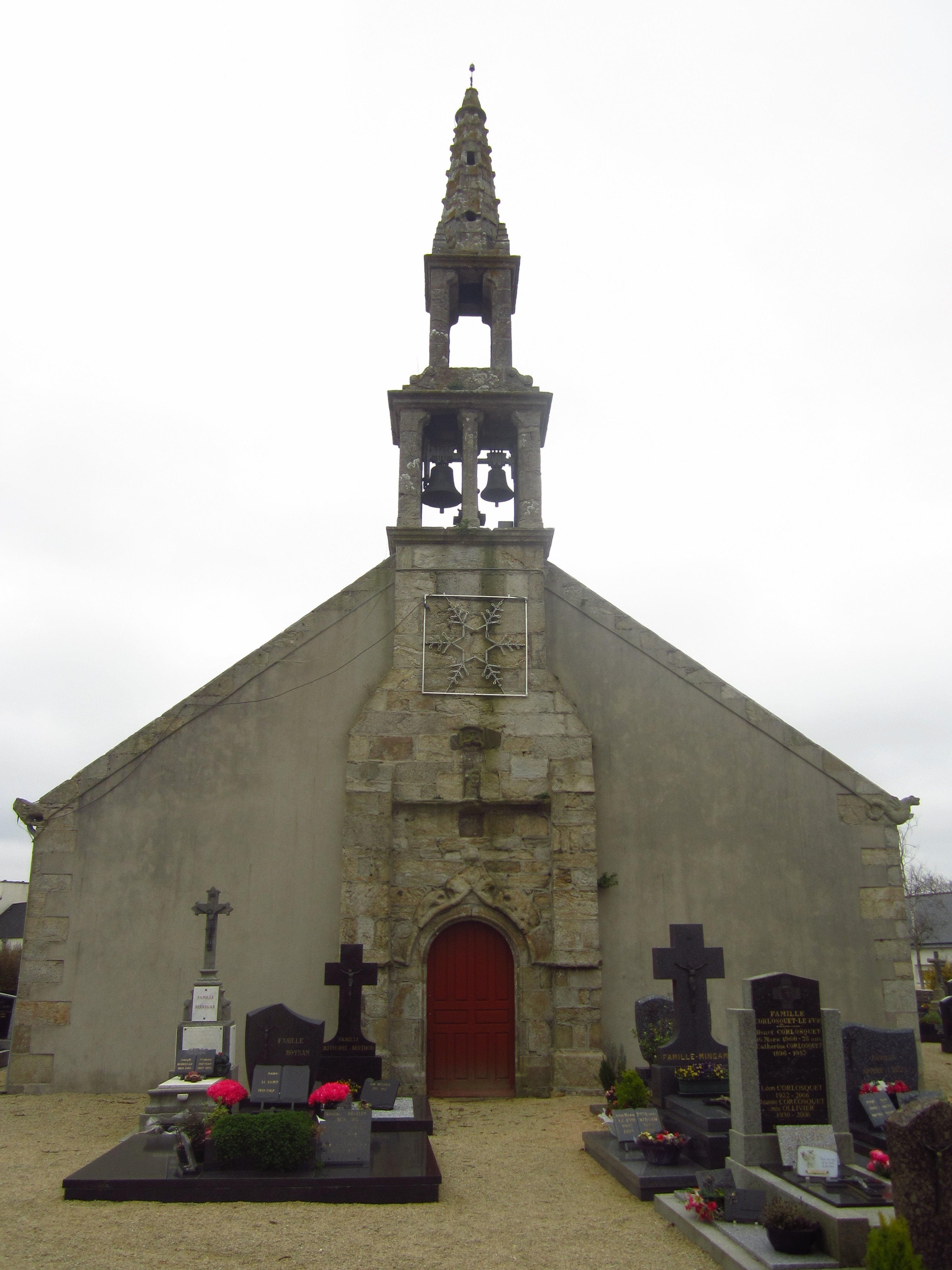
L'église paroissiale Saint-Derrien.

## Événements
- Pardon du dimanche suivant la Pentecôte.
- Miroirs de feu tous les deux ans : repas - feu d'artifice sur le lac - bal populaire.

## Associations sportives & culturelles
- Football : Union Sportive Saint-Servais Saint-Derrien.
- Handball : entente sportive la Flèche (association avec Plounéventer-Saint-Servais et Lanneufret).
- Société de chasse
- Paint-Ball.
- Scrapbooking : Sant Derc'hen Scrap.
- Bibliothèque : Lenn ha Dilenn.
- Autre : Les Riboterien Sant Derc'hen ; art floral ; billard (Le NATYKFE), comité d'animation.

## Personnalités liées à la commune
- Saig an avaloù (Petit François les Pommes), surnom d'un soldat allemand distribuant aux enfants des pommes prises aux parents pendant la Seconde Guerre mondiale[28].